# Hettenkirchen
Hettenkirchen ist ein Gemeindeteil der Gemeinde Attenkirchen im oberbayerischen Landkreis Freising.

## Geographie
Der Weiler liegt in der Gemarkung Pfettrach knapp zwei Kilometer nördlich von Attenkirchen östlich der Bundesstraße 301. Östlich am Ort vorbei verläuft eine Hochspannungsfreileitung, die Irsching und Finsing verbindet.

## Geschichte
Im Mittelalter war Hettenkirchen eine geschlossene Hofmark, zu der auch das Dorf Mösbuch gehörte. Die Hofmark war zeitweise im Besitz der Herrschaft Au. Die politische Gemeinde Pfettrach, zu der auch Hettenkirchen gehörte, entstand mit dem Gemeindeedikt von 1818. Im Zuge der Gemeindegebietsreform wurde am 1. April 1971 die Gemeinde Pfettrach und damit auch Hettenkirchen nach Attenkirchen eingegliedert.

## Baudenkmäler
Zentral im Weiler liegt St. Peter, eine denkmalgeschützte katholische Filialkirche der Pfarrei Attenkirchen.